# Mack Petroleum

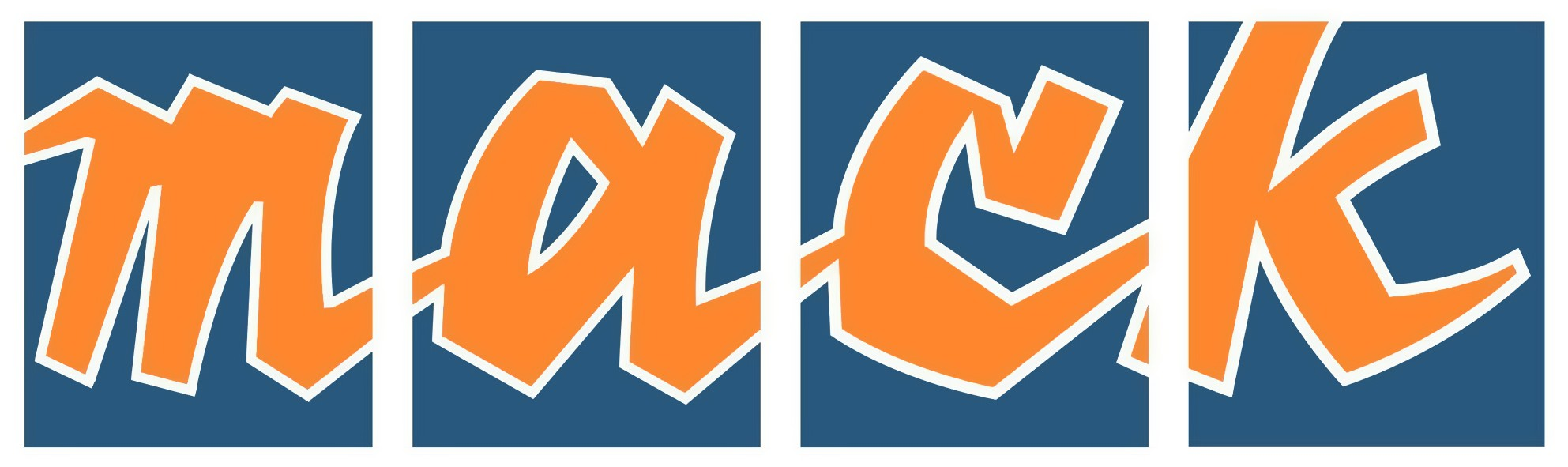
Mack logo

Mack Petroleum AB var en svensk kedja av automatbensinstationer, som ägdes av Svenska BP AB fram till 1989, då det ingick 200 bensinstationer. Verksamheten såldes till Uno-X 1989.

## Historik
Bensinföretaget Mack inledde sin verksamhet den 18 maj 1972 genom att sex bensinstationer öppnades i Mälardalen. Då hade redan två provstationer i Upplands Väsby och Jakobsberg bedrivit bensinförsäljning under ett halvår och nu öppnades även stationer i Uppsala, Sala, Torshälla och Kungsängen. Företaget prissatte sin bensin 6-10 öre lägre än övriga stationers, vilket enligt direktör Jörgen Spånberg möjliggjordes genom blygsam distribution, enkla distributionsformer, långtgående automatik på stationerna samt genom att redan etablerade kioskägare och gatuköksinnehavare kompletterade sin verksamhet med bensinförsäljning. Den 20 juni 1972 öppnades en sjunde station i Täby. I denna helautomatiserade station fanns även jourhavande högtalaranläggning som gav kunden råd ifall automaten inte accepterade kundens tiokronorssedlar eller om andra fel uppstod. Misslyckades tankningsförsöket trots detta fanns en jourhavande serviceman som kunde ge ytterligare råd och upplysningar.
Mack köpte sin bensin från Svenska BP (BP:s raffinaderi Göteborg), som även bistod med teknisk utveckling, men i övrigt drevs företaget av Jörgen Spånberg och hans tre fasta medarbetare. När Jörgen Spånberg dog under andra halvåret 1973 utsågs Carl Johan Winberg till ny verkställande direktör.
Automatstationerna Mack gjorde 1974 succé efter oljekrisen genom att erbjuda bensin som var tre öre billigare per liter. Bensinpriset hade gått upp från cirka 90 öre till över 1,50 kr per liter. Som jämförelse hade priset på råolja under samma period ökat med flera hundra procent efter oljekrisen, det vill säga från 3 till 11 amerikanska dollar per fat.
Under följande år klargjordes att Mack ägdes av Svenska BP och det startades även andra lågpriskedjor som OK:s Okey-stationer och Shells Tankbarer. Även Nynäs startade lågpriskedja. Mack kontrade med att starta så kallade Mini-Mack-anläggningar, som var automatbetjänade pumpar insprängda i redan etablerade BP-stationer.
Den 1 juli 1989 överlät Svenska BP 207 av sina mindre bensinstationer till Uno-X, som därmed fördubblade sin svenska marknadsandel. Överlåtelsen berodde på att internationella BP, med huvudkontor i London, ville koncentrera verksamheten på stora och kompletta anläggningar som inte bara sålde bensin utan även erbjöd kiosk, butiker och ibland restauranger. Mack passade inte in i den verksamheten.  

## Likvidation av bolaget
Den juridiska personen Mack Petroleum AB bildades 1959 (möjligen under annat namn) och har sedan likviderats.